# Филдер, Нейтан
Не́йтан Джо́зеф Фи́лдер (англ. Nathan Joseph Fielder; род. 12 мая 1983) — канадский комик, сценарист, актёр, режиссёр и пилот. Наиболее известен как создатель и исполнитель главной роли в сериале «Нейтан спешит на выручку», а также высоко оценённого сериала «Репетиция».

## Биография
Филдер родился в Ванкувере, Канада, в еврейской семье. Его родители были социальными работниками. Он учился в средней школе «Point Grey» (англ. Point Grey Secondary School). Филдер был членом школьной комедийной импровизационной группы, в состав которой также входил актёр и комик Сет Роген. Он изучал бизнес в университете Виктории, который окончил в 2005 году со степенью бакалавра торговли.
Получив награду имени Тима Симса в 2006 году за «лучший комедийный дебют», Филдер присоединился к сериалу «This Hour Has 22 Minutes» в роли специального корреспондента в собственной рубрике «Nathan On Your Side». Он также помогал писать для программы «Canadian Idol». В 2010 году он выступил в качестве сценариста нескольких скетчей для второго сезона шоу «Важные вещи с Деметри Мартином» на Comedy Central. Также он появился в качестве приглашённого актёра озвучивания в финале второго сезона мультсериала «Закусочная Боба», а после в одном из эпизодов шестого сезона.
Филдер сыграл оператора Джона Бенжамина в сериале 2011 года «У Джона Бенджамина есть фургон», и исполнил роль журналиста Боба Вудворда в премьерном эпизоде сериала «Пьяная история». С 2013 по 2017 год года он вёл работу над собственным сериалом «Нейтан спешит на выручку», в котором он в роли себя помогает небольшим предпринимателям повысить прибыльность их бизнеса, предлагая свои оригинальные решения. Сериал основан на рубрике, которую Филдер вёл в рамках шоу «This Hour Has 22 Minutes».
Филдер разведён. На грин-карте его пол ошибочно указан как женский.
В 2022 году HBO выпустил первый сезон комедийного сериала «Репетиция», в котором Филдер выступил в качестве сценариста, режиссёра, актёра и исполнительного продюсера. В 2025 году вышел второй сезон, посвящённый безопасности полётов и важности открытой коммуникации между командирами и вторыми пилотами. В феврале 2025 года Филдер получил лётную лицензию ФАА, дающую ему право управлять Boeing 737. С 2025 года Филдер выполняет перегоночные рейсы для компании, специализирующейся на перегоне пустых самолётов по всему миру. 

## Фильмография

### Кино
| Год  | Название на русском | Оригинальное название | Роль      | Примечания                                           |
| ---- | ------------------- | --------------------- | --------- | ---------------------------------------------------- |
| 2006 | Моррис              | Morris                |           | Короткометражный фильм Сценарист, режиссёр           |
| 2010 | Келли 5-9           | Kelly 5-9             | режиссёр  | Короткометражный фильм                               |
| 2011 |                     | Way Up There          |           | Короткометражный фильм Сценарист, сорежиссёр         |
| 2012 |                     | Buyer’s Market        |           | Короткометражный фильм Режиссёр                      |
| 2013 |                     | The Web               | менеджер  | Короткометражный фильм Сценарист, режиссёр, продюсер |
| 2015 | Рождество           | The Night Before      | Джошуа    |                                                      |
| 2017 | Горе-творец         | The Disaster Artist   | Кайл Вогт |                                                      |

### Телевидение
| Год       | Название на русском              | Оригинальное название                | Роль                                      | Примечания                                                       |
| --------- | -------------------------------- | ------------------------------------ | ----------------------------------------- | ---------------------------------------------------------------- |
| 2007      |                                  | Canadian Idol                        |                                           | Сценарист                                                        |
| 2008-2009 |                                  | This Hour Has 22 Minutes             | Нейтан                                    | 9 эпизодов                                                       |
| 2011      | Важные вещи с Деметри Мартином   | Important Things with Demetri Martin | разные персонажи                          |                                                                  |
| 2011      | У Джона Бенджамина есть фургон   | Jon Benjamin Has a Van               | Нейтан                                    | 10 эпизодов Сценарист-консультант                                |
| 2011      | Ник Свардсон временно симулирует | Nick Swardson’s Pretend Time         | Дэн Яннис                                 | Эпизод: «Legalize Meth»                                          |
| 2012-2015 | Закусочная Боба                  | Bob’s Burgers                        | Джордан/ Нейтан (озвучивание)             | 2 эпизода                                                        |
| 2013-2014 | Пьяная история                   | Drunk History                        | Боб Вудворд                               | 2 эпизода                                                        |
| 2013-2015 | Шоу Кролла                       | Kroll Show                           | Томми Ротчилд / Дуглас Дюбуа / Джил       | 3 эпизода                                                        |
| 2013-2017 | Нейтан спешит на выручку         | Nathan for You                       | Нейтан Филдер                             | 31 эпизод Сценарист, режиссёр, исполнительный продюсер           |
| 2014      | Лига                             | The League                           | Эван                                      | Эпизод: «When Rafi Met Randy»                                    |
| 2015      | Симпсоны                         | The Simpsons                         | Дуг Блаттнер (озвучивание)                | Эпизод: «Sky Police»                                             |
| 2015      | Дэцкая больница                  | Children’s Hospital                  | Мэттью Хаузер                             | Эпизод: «Sperm Bank Heist»                                       |
| 2015      | Рик и Морти                      | Rick and Morty                       | Кайл (озвучивание)                        | Эпизод: «The Ricks Must Be Crazy»                                |
| 2015      | Дробилка                         | The Grinder                          | офицер Коллинз                            | Эпизод: «Buckingham Malice»                                      |
| 2016      | Звери.                           | Animals.                             | диджей / лабораторная крыса (озвучивание) | Эпизод: «Rats»                                                   |
| 2016      | Пиф-паф комедия                  | Comedy Bang! Bang!                   | он сам                                    | Эпизод: «Nathan Fielder Wears a Blue and Grey Flannel and Jeans» |
| 2016      | Очевидное                        | Transparent                          | Сет                                       | Эпизод: «When the Battle Is Over»                                |
| 2017      | На колёсах                       | Tour de Pharmacy                     | Стю Ракман                                | Телевизионный фильм                                              |
| 2018      | Кто есть Америка?                | Who Is America?                      |                                           |                                                                  |
| 2022      | Репетиция                        | The Rehearsal                        | Нейтан Филдер                             | Сценарист, режиссёр                                              |
| 2023      | Проклятие                        | The Curse                            | Эшер Сигел                                | Сценарист, режиссёр                                              |

## Награды и номинации
| Год  | Ассоциация                        | Категория                                                                          | Номинированная работа                              | Результат |
| ---- | --------------------------------- | ---------------------------------------------------------------------------------- | -------------------------------------------------- | --------- |
| 2008 | Премия Гильдии сценаристов Канады | Варьете                                                                            | This Hour Has 22 Minutes                           | Номинация |
| 2008 | Премия «Джемини»                  | Выдающийся сценарий развлекательной программы                                      | This Hour Has 22 Minutes                           | Номинация |
| 2014 | Canadian Comedy Awards            | Лучшая мужская роль в телевизионном сериале — комедия                              | Нейтан спешит на выручку                           | Победа    |
| 2017 | Премия Гильдии сценаристов США    | Лучшее скетчевое варьете                                                           | Нейтан спешит на выручку                           | Номинация |
| 2018 | Премия Гильдии сценаристов США    | Лучшее скетчевое варьете                                                           | Нейтан спешит на выручку                           | Номинация |
| 2018 | Премия Гильдии сценаристов США    | Лучший сценарий комедийно-развлекательного спецвыпуска — музыка, награды, трибьюты | Нейтан спешит на выручку (Эпизод: «A Celebration») | Номинация |
| 2019 | Премия Гильдии сценаристов США    | Лучшее скетчевое варьете                                                           | Нейтан спешит на выручку                           | Победа    |